# Ophioglossum indicum
Ophioglossum indicum är en låsbräkenväxtart som beskrevs av B.L.Yadav och H.K.Goswami. Ophioglossum indicum ingår i släktet ormtungor, och familjen låsbräkenväxter. Inga underarter finns listade i Catalogue of Life.